# Edoardo Margheriti
Edoardo Margheriti (Roma, 15 febbraio 1959) è un regista e produttore cinematografico italiano.

## Biografia
Figlio del regista Antonio Margheriti, Edoardo intraprende i suoi primi passi facendo da seconda unità al padre. Negli anni ottanta, oltre a dedicarsi agli effetti speciali per i film del genitore, lavora anche per Sergio Martino nel film 2019 - Dopo la caduta di New York, occupandosi dei modellini. Dopo aver lavorato in varie produzioni, Edoardo nel 1989 firma la sua prima regia, The Black Cobra 2 e l'anno seguente gira il seguito. Poi per molti anni lavora nella produzione come organizzatore generale e produttore esecutivo in film e serie televisive come Elisa di Rivombrosa, Lucky Luke, Il settimo papiro, Gengis Khan.
Soltanto nel 2009 ritornerà dietro la macchina da presa, per il film TV Negli occhi dell'assassino, poi sempre per Mediaset dirige La donna velata. Negli anni successivi dirige due episodi della miniserie TV antologica 6 passi nel giallo. Nel 2013 è uscita la sua nuova pellicola Il disordine del cuore ed ha anche realizzato un documentario sulla carriera del padre Antonio, dal titolo The Outsider - Il cinema di Antonio Margheriti. Nella sua carriera ha lavorato anche come attore, facendo piccoli camei sempre per i lungometraggi del padre (unico suo vero ruolo lo ha avuto nel 2007 per la serie TV Fratelli detective).
Dal 2016 lavora come adattatore dialoghi per film e serie TV stranieri. 

## Filmografia

### Regista

#### Cinema
- The Black Cobra 2 – accreditato come Dan Edwards (1989)
- Black Cobra 3 - Manila Connection – accreditato come Dan Edwards (1990)
- The Outsider - Il cinema di Antonio Margheriti (2013)
- Il disordine del cuore (2013)

#### Televisione
- Negli occhi dell'assassino – film TV (2009)
- La donna velata – film TV (2009)
- 6 passi nel giallo – miniserie TV, episodi 1x2 (Sotto Protezione) - 1x3 (Souvenirs) - (2012)

### Adattatore dialoghi
- Z: The Beginning of Everything (3 episodi - 2016)
- Sneaky Pete (Stagione 1 - 4 episodi - 2016-2017)
- Suits (stagione 6 - 10 episodi - 2017)
- Code Black (Stagione 2 - 2 episodi - 2017)
- Unbreakable Kimmy Schmidt (Stagione 3 - 6 episodi - 2017)
- Grimm (serie televisiva) (Stagione 6 - 4 episodi - 2017)
- When We Rise (Stagione 1 - 6 episodi - 2017)
- Un poliziotto e mezzo - Nuova recluta (Film - 2017)
- Imposters (Stagione 1 - 3 episodi - 2017)
- Great News (Stagione 1 - 3 episodi - 2017)
- Suits (Stagione 7 - 9 episodi - 2017)
- Mindhunter (Stagione 1 - 5 episodi - 2017)
- Bob aggiustatutto ( 23 episodi - 2017)
- Nut Job 2 - Tutto molto divertente (Film - 2017
- Seven Seconds (serie televisiva) (Stagione 1 - 5 episodi - 2017)
- Il giorno dei Ringraziamento (Film - 2017)
- Sneaky Pete (Stagione 2 - 3 episodi - 2017)
- The Path (serie televisiva) (stagione 3 - 7 episodi - 2017-2018)
- Le verità nascoste (serie televisiva) (Stagione 1 - 4 episodi - 2018)
- Das Tagebuch der Anne Frank (Film - 2018)
- Unbreakable Kimmy Schmidt (Stagione 4 - 4 episodi - 2018)
- F Is for Family (Stagione 3 - 10 episodi - 2018)
- Living Biblically (Stagione 1 - 10 episodi - 2018)
- imposters (Stagione 2 - 3 episodi - 2018)
- Suits (Stagione 8 - 9 episodi - 2018 - 2019)
- Trolls - La festa continua! (Stagione 1 - 5 episodi - 2018)
- Vanity Fair - La fiera delle vanità (Stagione 1 - 3 Episodi - 2018)
- The Widow (Stagione 1 - 4 episodi - 2018)
- Trial & Error (serie televisiva) (Stagione 2 - 4 episodi - 2018)
- Soldiers of fortune (Film - 2018)
- Vera (serie televisiva) (Stagione 7 - 1 episodio - 2018)
- Magnum P.I. (serie televisiva 2018) (Stagione 1 - 20 episodi)
- Sneaky Pete (stagione 3 - 4 episodi)
- Splitting Up Together (stagione 1 - 4 episodi)
- Humans (serie televisiva) (stagione 3 - 2 episodi)
- Crashing (serie televisiva 2017) (stagione 3 - 2 episodi)
- Carnival Row (stagione 1 - 3 episodi)
- Inga Lindström - Screzi d'Amore (film - 2018)
- Le mie nozze country (film - 2019)
- Il giovane ispettore Morse (stagione 2 - 2 episodi)
- Mindhunter (stagione 2 - 3 episodi)
- Magnum P.I.. (stagione 2) (9 episodi)
- Suits (stagione 9) (3 episodi)
- Splitting Up Together (Stagione 2 - 7 episodi)
- Breathe - Nell'ombra (3 episodi)
- The Mighty Ones (2 episodi)
- Jurassic World - Nuove avventure (stagione 3) (2 episodi)
- Magnum P.I. (stagione 3) (2 episodi)
- Magnum P.I. (stagione 4) (10 episodi)
- The Son - Il figlio (stagione 1) (5 episodi)
- The Son - Il figlio (stagione 2) (5 episodi)
- Good Witch (stagione 7) (2 episodi)
- Queens (stagione 1) (1 episodio)
- Wolfe (stagione 1) (4 episodi)
- La zona grigia (serie televisiva) (8 episodi)
- Magnum P.I. (stagione 5) (5 episodi)
- Law & Order: Organized Crime (stagione 3) (7 episodi)